# Кирилівське кладовище
Кирилівське кладовище — одне з давніх київських кладовищ.

## Історія
Появу некрополю пов'язують з ліквідацією у 1784 році Катериною II Кирилівського монастиря. Поки монастир був діючим (XII—XVIII століття), то монахів та видатних осіб ховали в храмі або навколо нього. З появою у монастирських стінах богадільні, а згодом — лікарні, постала потреба у місці для поховань. Його і відвела міська влада на південних схилах Кирилівської гори, за межами колишнього монастиря. У 1871 році, на прохання адміністрації лікарні, міська влада дала дозвіл на розширення його території. Станом на 1929 рік, коли кладовище закрили і перестали охороняти, його площа становила 9,7 га.
Основна маса поховань була з людей незаможних, а тому надгробки були доволі скромними. Хоча траплялися й винятки, наприклад, склеп князів Баратових (не зберігся). Серед відомих людей згадують, що тут був похований Артем Ведель (іноді зазначають місцем його поховання Щекавицьке (Подільське) кладовище, могила не знайдена), київський цивільний губернатор Петро Панкратьєв (надгробок був розташований поблизу Кирилівського монастиря, зруйновано 1975 року).
Кладовище після закриття прийшло у занепад, надгробки руйнувалися. 1941 року на краю кладовища окупанти розстріляли лікарів і пацієнтів Кирилівської психіатрічної лікарні. А 1961 року, під час Куренівської катастрофи селевий потік «змив» більшу частину кладовища[уточнити]. Відтоді від старого кладовища мало що лишилося.
Нині про кладовище нагадує лише один напівзруйнований і спаплюжений склеп — усипальниця родини Качковських (тут був похований приват-доцент Київського університету, доктор медицини Петро Качковський (1863—1909) і його молодший брат, що помер у студентські роки) та поодинокі поламані надгробні плити, розкидані посеред гаю.

## Залишки цвинтаря

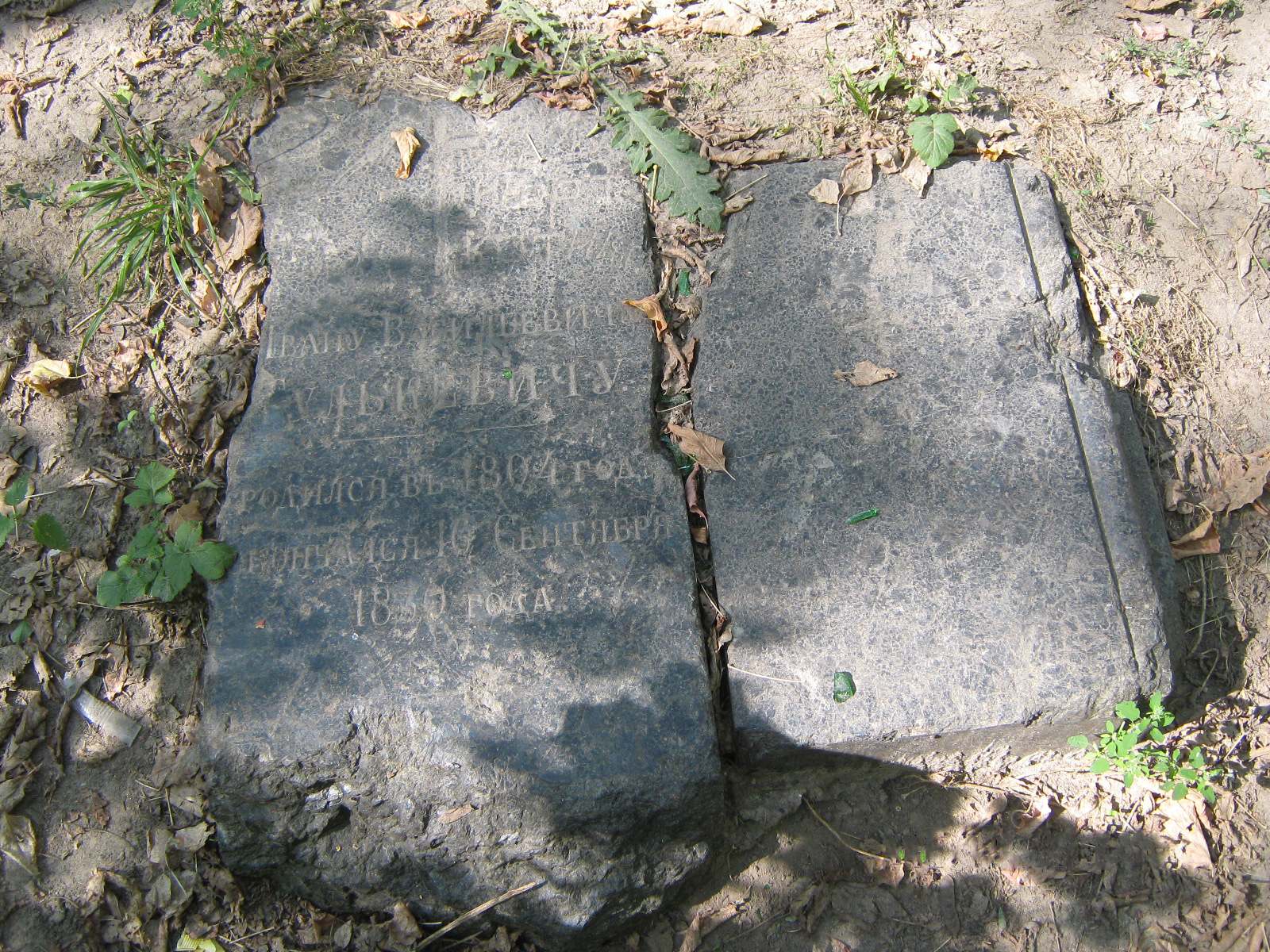
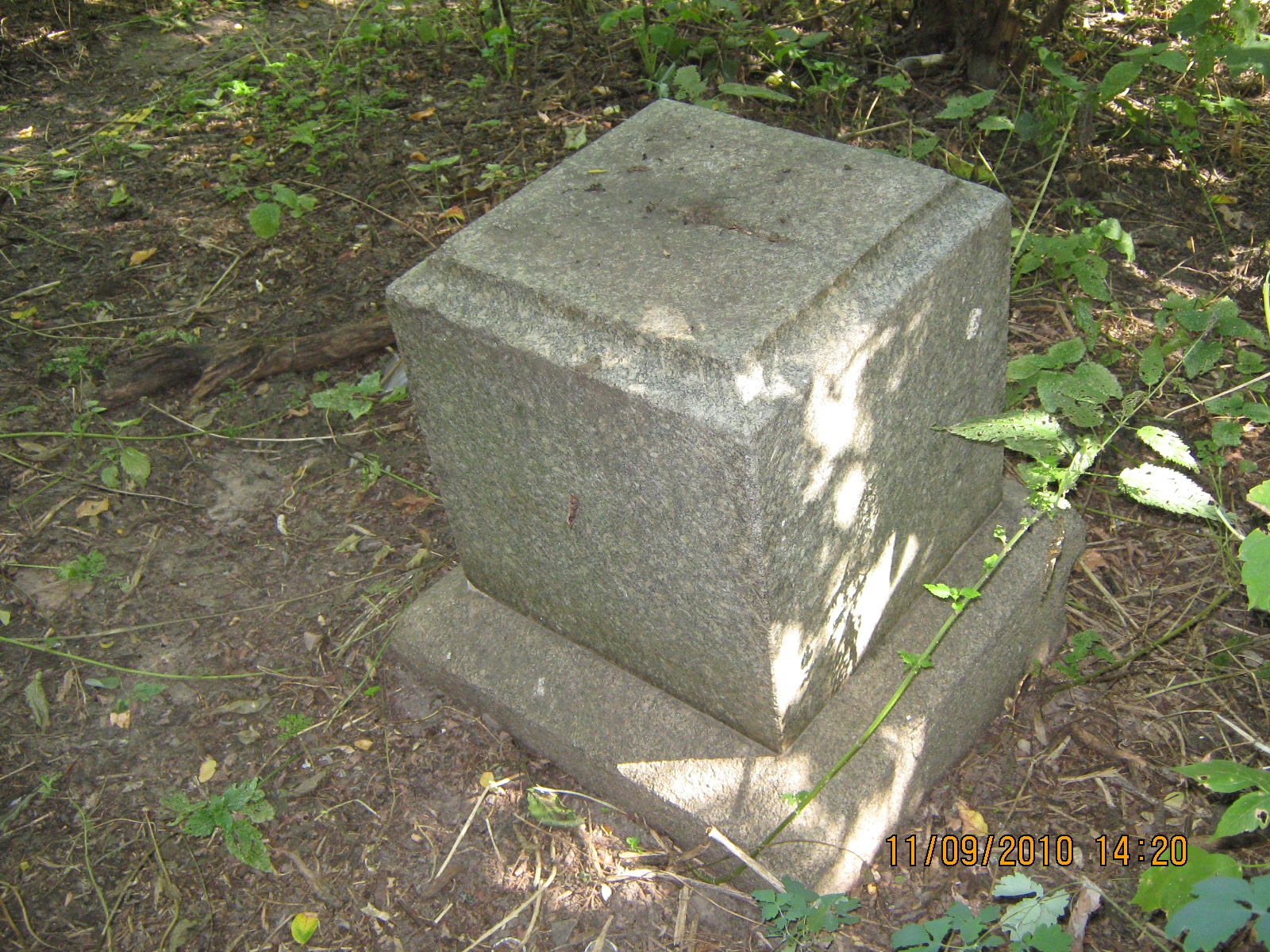
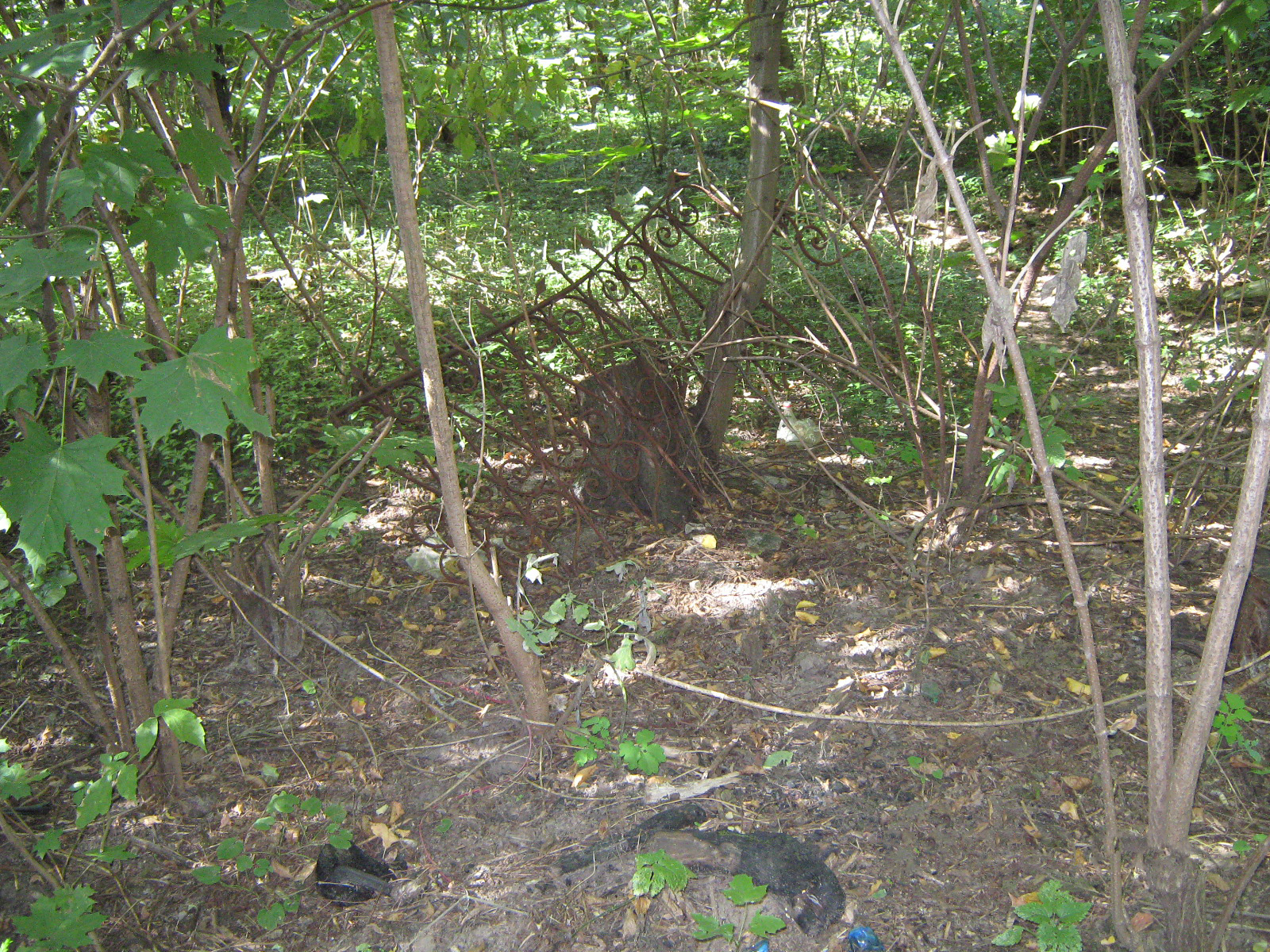
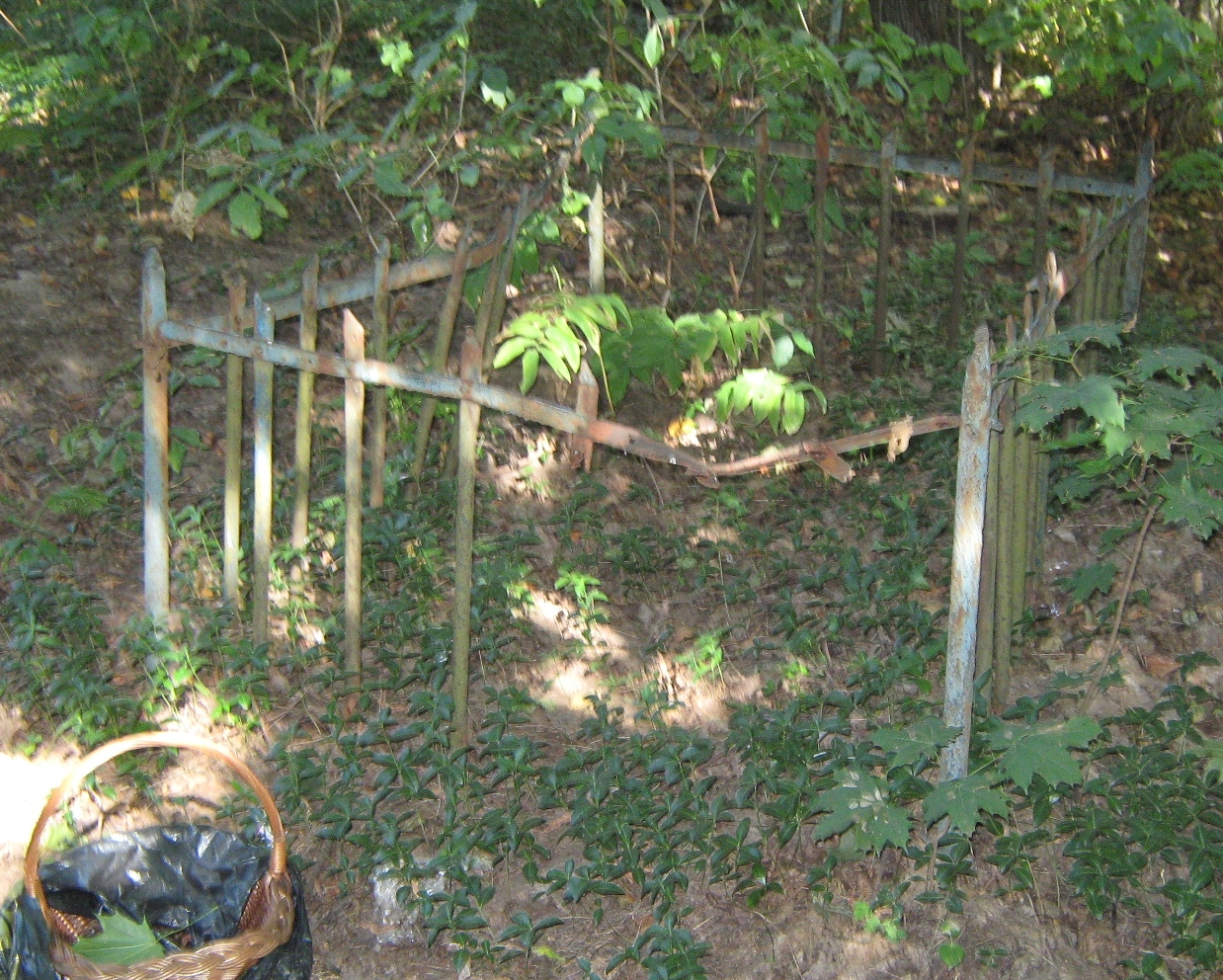